# Produção gráfica capitalista na Guerra Fria

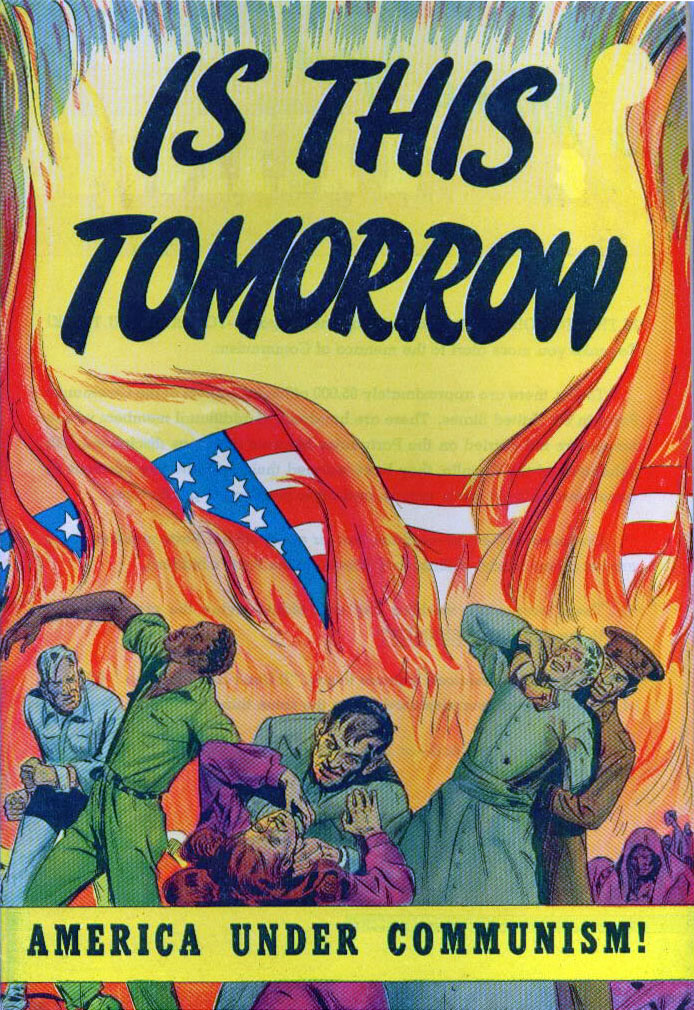
Capa da revista em quadrinhos Is This Tomorrow, o título pode ser traduzido como "Assim Vai Ser no Futuro? A América sob o Comunismo!"

A produção gráfica capitalista na guerra fria foi uma área da propaganda política e ideológica largamente utilizada durante o momento de tensão geopolítica conhecido como guerra fria, que tinha como objetivo dialogar com o seu respectivo público-alvo - a própria população americana e os países aliados ao EUA. A linha de raciocínio era manter ou conquistar novos adeptos ao conjunto de ideias do capitalismo, como também defender o seu sistema e atacar intensamente o regime comunista.
A Guerra Fria marcou a segunda metade do século XX. Com seu caráter de embate ideológico, mais do que estratégico-militar, impactou aspectos sociais que antes desse período pouco eram explorados e irrelevantes para muitos estudiosos. Desse modo os Estados Unidos desenvolveu estratégias narrativas nas quais defendia que o sistema capitalista era uma representação fiel da democracia e da liberdade, almejando propagá-la cada vez mais. Com isso ditou o ritmo da indústria cultural e levou diversas pessoas a olharem com maus olhos o sistema socialista, que de acordo com as propagandas estadunidenses configurava uma ameaça a sua liberdade.
Os mais variados meios foram explorados, mas cabe ressaltar os alinhados com a produção gráfica da época: cartazes, folhetos, revistas, jornais, livros didáticos e histórias em quadrinhos. Os Estados Unidos utilizou bastante, nesse contexto, o caminho do entretenimento como mecanismo de propaganda política e ideológica. Um exemplo disso são as inúmeras histórias em quadrinhos que exibem heróis patriotas, enquanto os inimigos muitas vezes eram representados caracteristicamente como "vermelhos", fazendo alusão direta aos adeptos ao comunismo e socialismo - ideologia na qual a antiga URSS defendia veementemente.

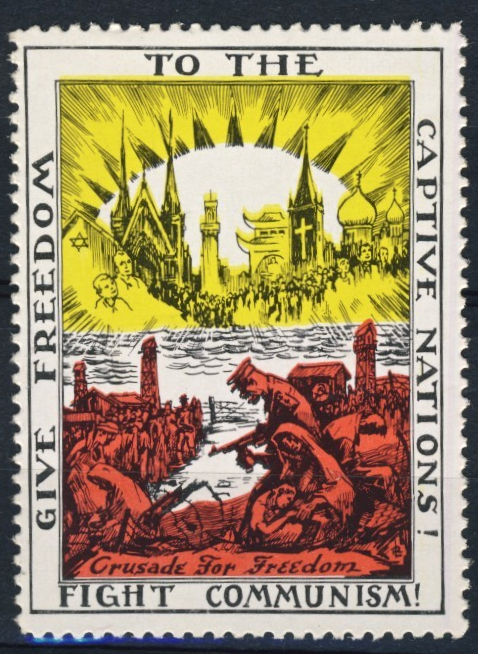
Selo da Cruzada pela Liberdade, uma campanha para criar apoio doméstico para a Rádio Europa Livre da América. A imagem retrata um mundo celestial de tolerância religiosa no topo, versus um mundo infernal de opressão comunista abaixo.

## Objetivos da propaganda capitalista
As propagandas capitalistas não surgiram durante a Guerra Fria. Nas décadas de 1920 e 1930, no período da Grande Depressão que afetou os países capitalistas, a defesa do capitalismo através da propaganda intensificou-se em nível global, marcadamente após o fim da Segunda Guerra Mundial e no contexto da Guerra Fria.
A propaganda estadunidense tinha como objetivo defender os valores americanos, que giravam em torno de democracia, capitalismo, harmonia entre as classes e mobilidade social. Desse modo a ferramenta propagandística funcionou como uma maneira segura e que gerava resultados de validar suas ideias políticas e convencer o povo da legitimidade de seu respectivo sistema.

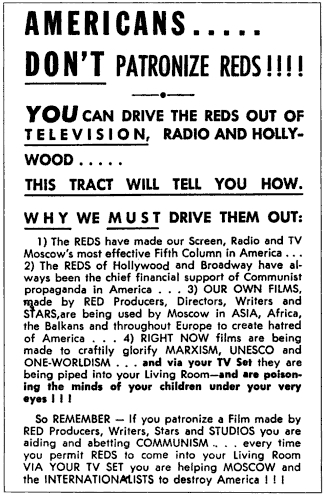
Campanha midíatica de caça aos comunistas

Assim, o país lançou mão de diferentes meios de propagandas para reafirmar sua ideologia e desmoronar seus inimigos, provocando a perseguição de cidadãos que não apoiavam a ideologia capitalista. Os cidadãos que não estavam em harmonia com o país, eram acusados de traição, resultando em perda de emprego, prisão e até pena de morte.
A propaganda capitalista foi produzida em muitos países alinhados aos Estados Unidos, como França, Itália, Espanha e o Reino Unido. Estendeu-se também aos países da África, Ásia e América Latina que se encontram sob forte influência norte-americana.
As propagandas exaltavam a liberdade de expressão, as diferentes facilidades de consumo e as oportunidades de enriquecimento proporcionadas pelo capitalismo. Por outra perspectiva, as propagandas denunciavam que no comunismo não havia liberdade, afirmavam que o estado comunista controlava tudo, tomava as casas e terras de seus cidadãos, tinha uma produção obsoleta, agricultura deficiente e uma população Infeliz e sem forças, ocasionando as altas taxas de suicídio. 

## Tecnologias de impressão entre 1947-1991

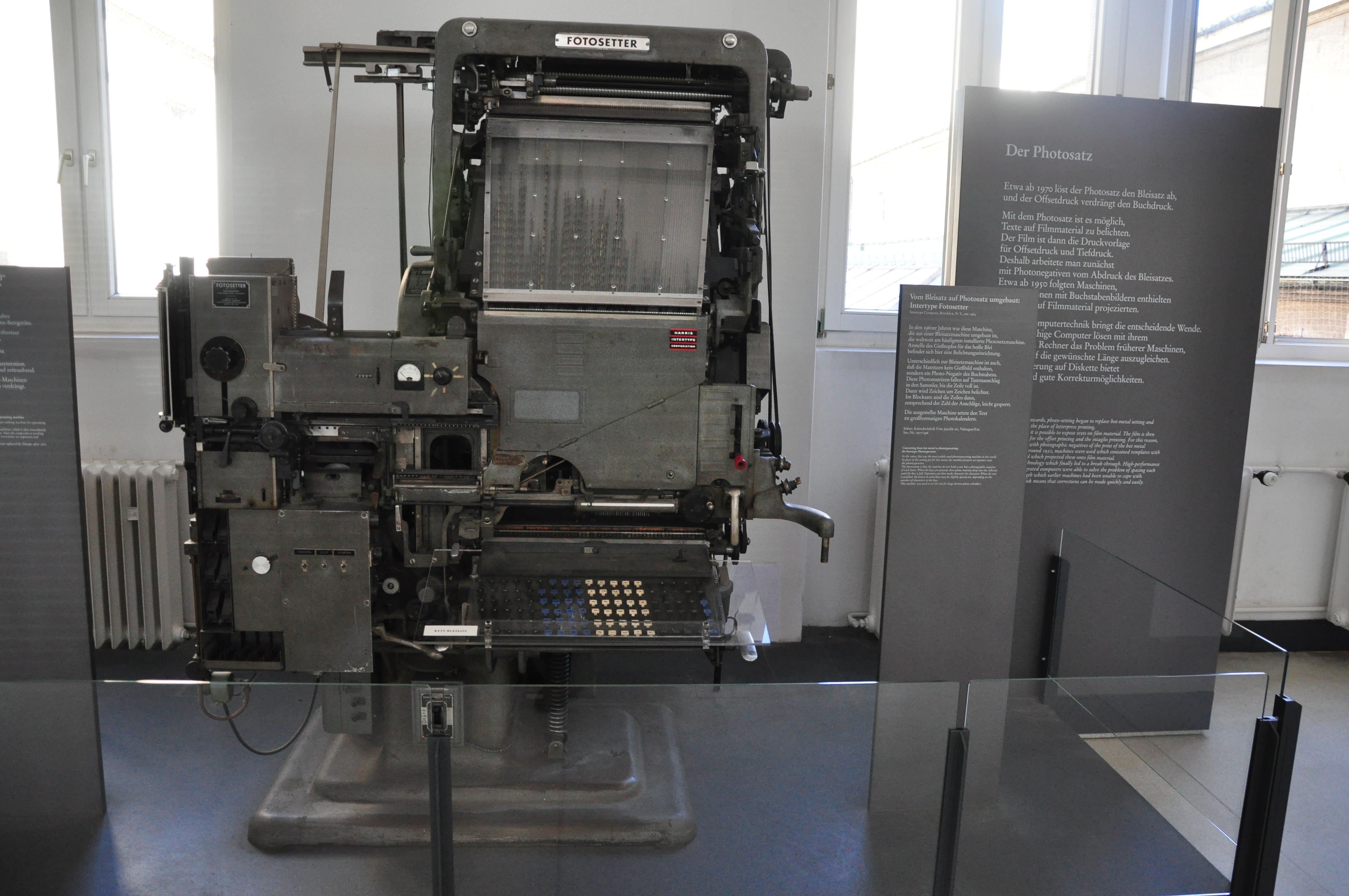
Um Intertype Fotossetter, uma das mais populares máquinas de fotocomposição de "primeira geração" do mercado de massa. O sistema é fortemente baseado na tecnologia de composição de metal quente, com as máquinas de fundição de metal substituídas por filme fotográfico e um sistema de luz.

Muitas mudanças e inovações aconteceram na Indústria Gráfica mundial nos anos da Guerra Fria, influenciando assim toda a indústria de Produção Gráfica Norte Americana e mudando completamente como os impressos propagandísticos eram produzidos durante esse período. A partir de 1948 com a invenção da Lumitype idealizada e prototipada por Louis Marius Moyroud e René Alphonse Higonnet as máquinas de Fotocomposição que utilizavam um princípio fotográfico, substituíram as máquinas que usavam caracteres de chumbo montados manualmente ou mecanicamente para gravar a tipografia. 
Em 1971, a Xerox Corporation desenvolveu a tecnologia de impressão a laser. Em uma impressora a laser o conteúdo a ser impresso é gerado por processos eletrônicos e impresso diretamente no papel. Com esse sistema é possível imprimir por volta de 20,000 linhas por minuto, um grande avanço para a época. Entretanto ainda mais importante que isso, foi o marco inicial para que qualquer um pudesse imprimir algo de sua casa ou escritório de maneira um pouco mais fácil.